# Бард (обладунок)

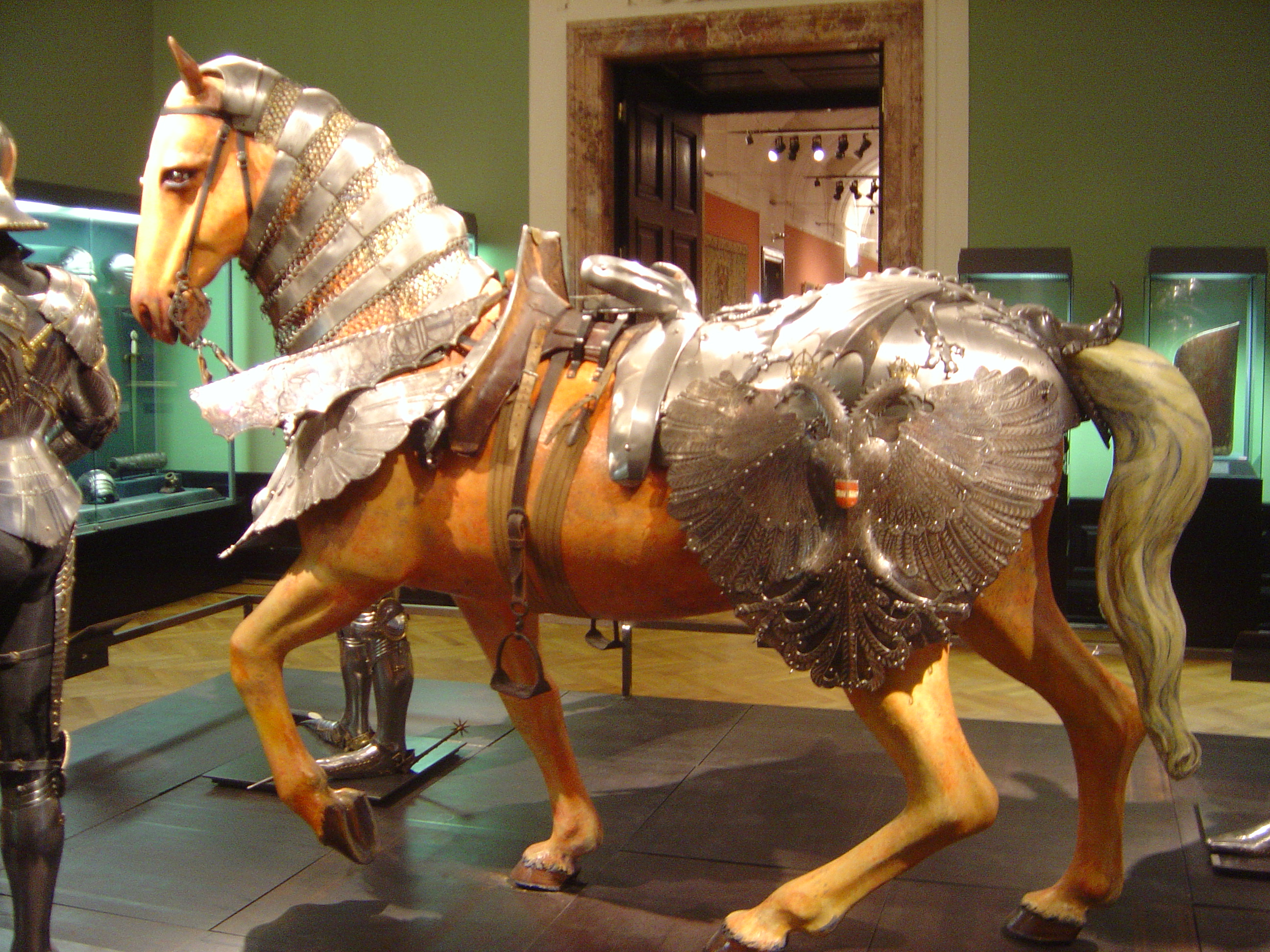
Кінський обладунок, що включає крітнет, пейтраль і круппер. Музей історії мистецтв, Відень

Бард (англ. barding) — назва кінського обладунку (переважно середньовічного). Виготовлявся з металевих пластин, кольчуги, шкіри або простьобаної тканини. Складався з наступних елементів: шанфрон (захист морди), критнет (захист шиї), пейтраль (захист грудей), крупер (захист крупа) і фланшард (захист боків).
Цей вид кінського обладунку виник в першій половині XV століття. До нас також дійшли досить рідкісні екземпляри барду. Повні комплекти експонуються в Зібраннях Воллеса і Королівської збройової палаті. Найбільш раннім вважається бард з Віденського історико-художнього музею, виготовлений близько 1450 року міланським майстром П'єтро Інокенца та Фаерно. Кінські обладунки важили від 30 до 45 кг.